# Кляйнкарлбах
Кляйнкарлбах (нім. Kleinkarlbach) — громада в Німеччині, розташована в землі Рейнланд-Пфальц. Входить до складу району Бад-Дюркгайм. Складова частина об'єднання громад Грюнштадт-Ланд.
Площа — 2,70 км2. Населення становить 831 ос. (станом на 31 грудня 2020).